# Дюльмен
Дюльмен (нем. Dülmen) — город в Германии, в земле Северный Рейн-Вестфалия.
Подчинён административному округу Мюнстер. Входит в состав района Косфельд. Население составляет 46 762 человека (на 31 декабря 2010 года). Занимает площадь 184,49 км². Официальный код — 05 5 58 016.
Об истории см. в статье Аренберг-Меппен.

## Административное деление
Город подразделяется на два городских округа (нем. Stadtbezirk) (Митте, Кирхшпигель) и пять городских районов (нем. Ortsteil).

## Города-побратимы
- Шарлевиль-Мезьер, Франция (1963)
- Фербеллин, Германия (1990)

## Фотографии

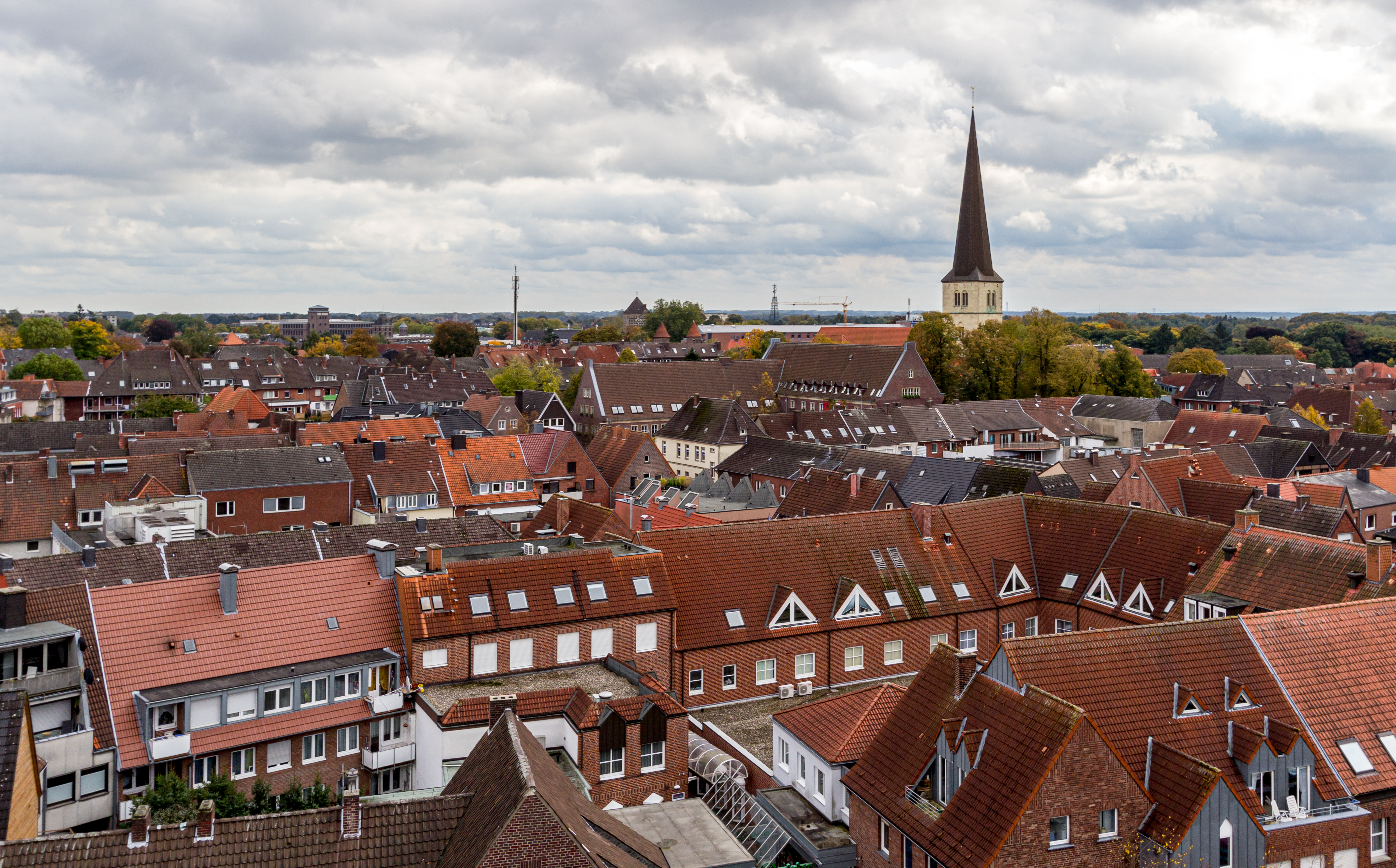
Общий вид со шпилем кирхи св. Виктора
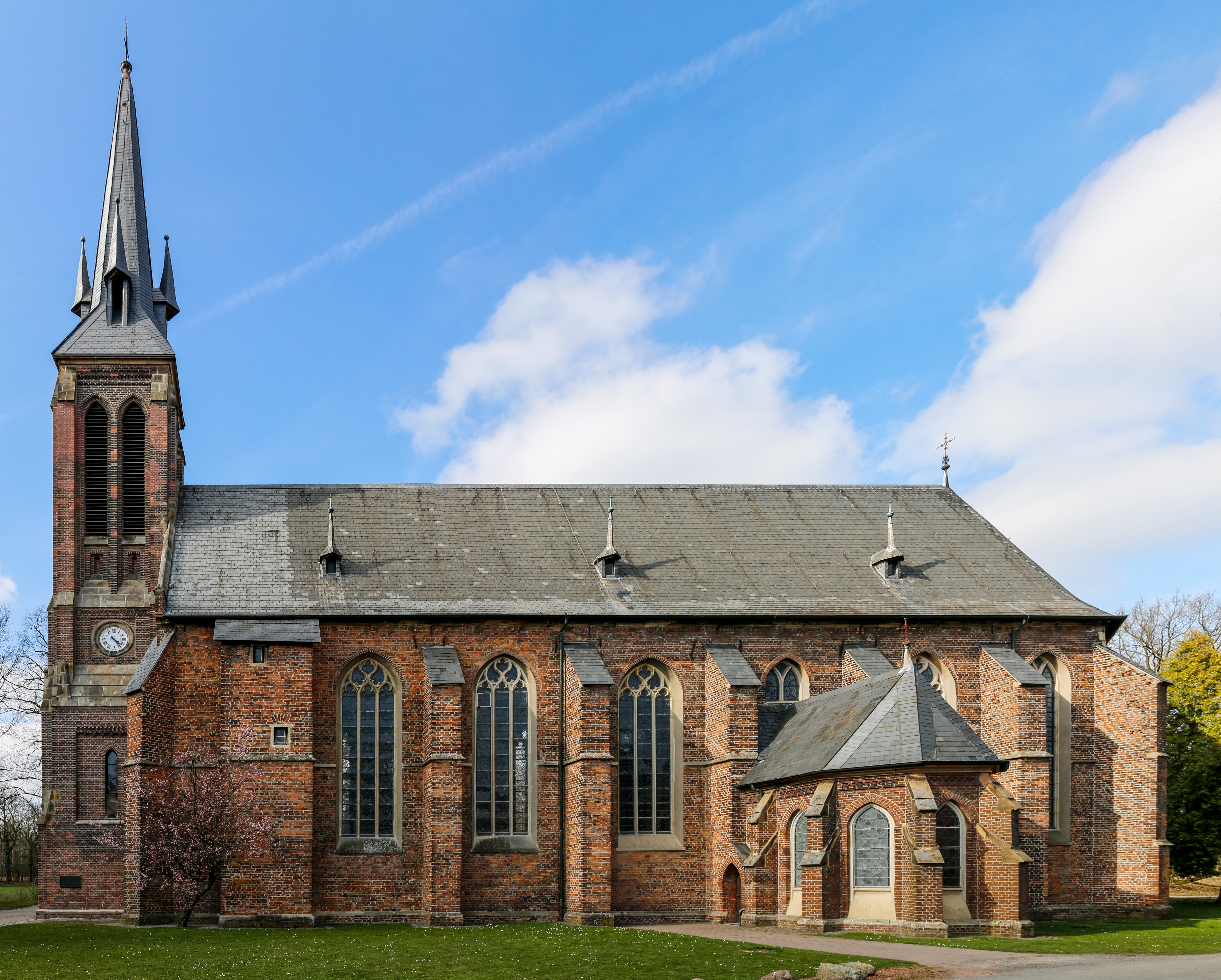
Кирха св. Иакова в селе Картхауз в округе Кирхшпигель, РКЦ
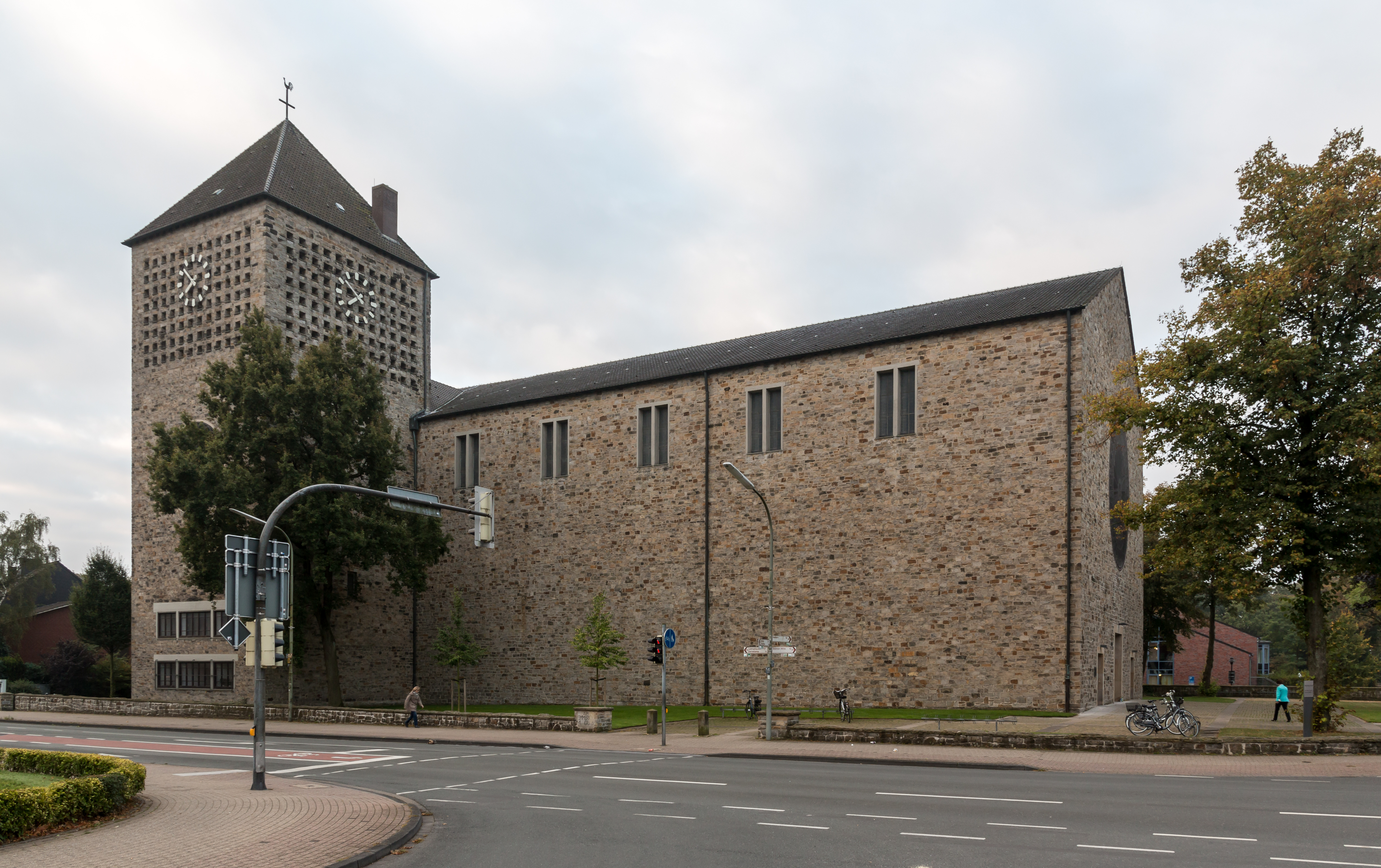
Церковь Святого Креста (архитектор Д. Бём)
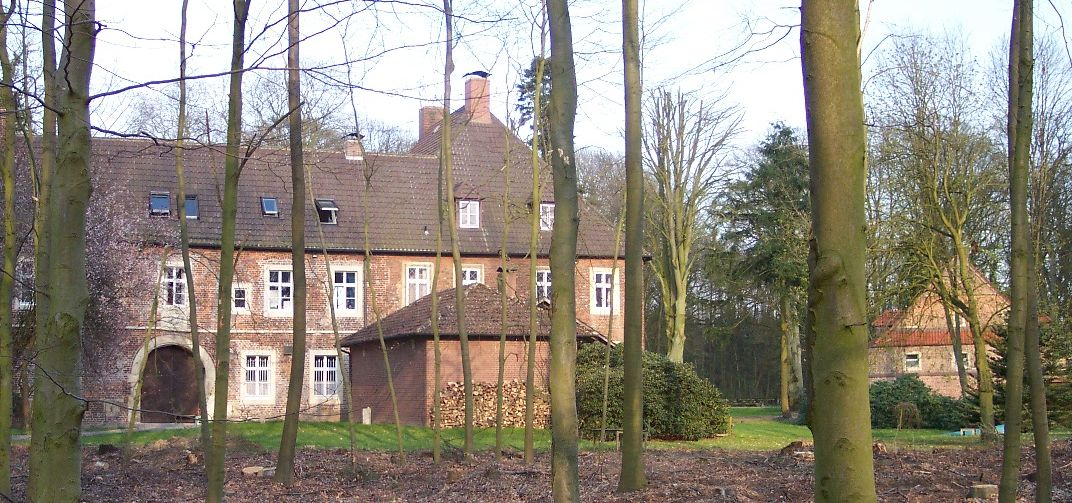
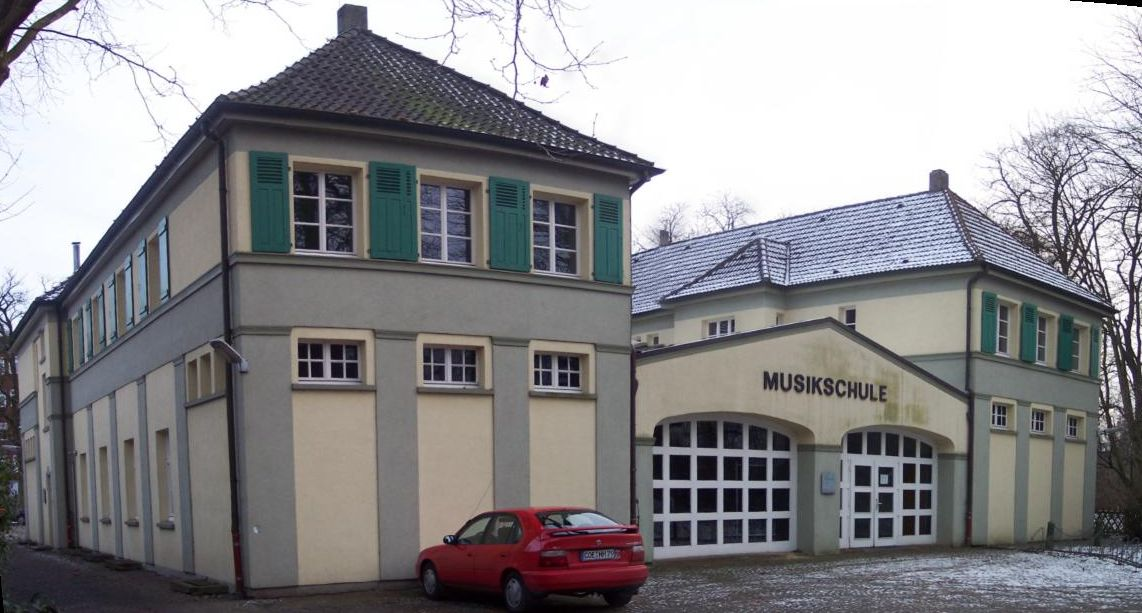